# أنخيليس غونثاليث سيندي
أنخيليس غونثاليث سيندي (من مواليد 7 أبريل 1965) كاتبة سيناريو ومخرجة أفلام وسياسية إسبانية. شغلت منصب وزيرة الثقافة في حكومة إسبانيا من أبريل 2009 حتى ديسمبر 2011. تم استقبال تعيينها بالغضب والرفض من قبل مجتمع الإنترنت الإسباني، بسبب معارضة غونثاليث سيندي لمشاركة مشاركة الملفات من نظير إلى نظير، وتضارب المصالح المزعوم بسبب علاقاتها بصناعة السينما. أصبح قانون مكافحة القرصنة الصارم الذي سُن في إسبانيا في ديسمبر 2011 معروفًا بالعامية باسم قانون سندي، حيث كان يُنظر إليها على أنها الداعم الأساسي لهذا الإجراء.

## السيرة الشخصية
ولدت غونثاليث في 7 أبريل 1965. وهي ابنة مؤسس الأكاديمية خوسيه ماريا غونثاليث سيندي، شقيقها خوسيه ماريا غونزاليس سيندي الابن، وهو أيضًا منخرط في صناعة السينما.
درست غونثاليث الكلاسيكيات في جامعة كومبلوتنسي بمدريد وحصل على درجة الماجستير في كتابة السيناريو السينمائي في المعهد الموسيقي في لوس أنجلوس. شغلت منصب رئيس الأكاديمية الإسبانية للفنون والعلوم السينمائية منذ عام 2006 حتى أبريل 2009.
في أبريل 2009 تم تعيين غونثاليث وزيرة للثقافة. أثار ذلك حركة ضدها من قبل مجتمع مستخدمي الإنترنت الإسباني ، الذي يمثله رابطة مستخدمي الإنترنت. ذكروا أنها غير قادرة على تلبية احتياجات والتزامات منصبها بشكل صحيح بسبب تضارب المصالح، حيث كانت لديها علاقات شخصية مع الشركات العاملة في صناعة السينما وبالتالي لن تكون محايدة. علاوة على ذلك ينظم القانون الإسباني رقم 5/2006 الصادر في 10 أبريل 2006 تضارب المصالح بين المناصب العليا في الحكومة الإسبانية